# Стивън Коул Клийни
Стивън Коул Клийни (на английски: Stephen Cole Kleene, 5 януари 1909 – 25 януари 1994) е американски математик и логик. Студент на Алонсо Чърч, Клийни заедно с Роза Петер, Алан Тюринг, Емил Пост и други, е най-известен като един от създателите на един от клоновете на математическата логика, наречен теория на рекурсията, който впоследствие става една от основите на теоретичната информатика. Работите на Клийни полагат основите на изследванията на изчислимите функции. Голям брой математически понятия са кръстени на негово име: йерархия на Клийни, алгебра на Клийни, звезда на Клийни (затваряне на Клийни), Теорема на Клийни за рекурсията и Теорема на Клийни за неподвижната точка. Също така, той е създателят на регулярните изрази и има значителни основополагащи приноси за интуиционизма в математиката. От 1989 година е чуждестранен член на Българската академия на науките.
Въпреки че фамилното му име се произнася обичайно „Клийни“, той сам се е наричал „Клейни“. Синът му, Кен Клейни, пише „Доколкото ми е известно това произношение е неправилно на всички познати езици. Вярвам, че това ново произношение е било измислено от баща ми“.

## Биография
Клийни получава бакалавърска степен от колежа „Амхърст“ през 1930 година. Получава докторска степен по математика от Пристънския университет през 1934. Научен ръководител на дисертацията му, озаглавена „Теория на положителните цели числа във формалната логика“, е Алонсо Чърч. През 1930-те години Клийни има важни приноси към ламбда смятането на Чърч. През 1935 година постъпва в математическата катедра на Университета на Уискънсин, където остава на работа през почти целия си професионален път. След две години на преподавателска позиция, през 1937 година Клийни е избран за професор.
Докато е на гост-професор в Принстънския институт за високи изследвания през 1939–1940 година, той поставя основите на теорията на рекурсията, област, която ще остане сред научните му интереси до края на живота му. През 1941 година той се завръща в колежа „Амхърст“, където прекарва една година като доцент по математика.
По време на Втората световна война, Клийни е лейтенант-командир в Американския флот. Той е инструктор по навигация в Школата за запасни офицери към Флота, а впоследсктсвие и директор проекти в Лабораторията за военноморски изследвания във Вашингтон.
През 1946 година, където е избран за пълен професор през 1948 година, а през 1964 година заема поста професор по името на Сайръс Макдъфи. Ръководи Катедрата по математика и компютърни науки през 1962–1963, и е декан на Научния колеж от 1969 до 1974 година. Пенсионира се през 1979 година. През 1999 година математическата библиотека в Университета на Уискънсин е преименувана в негова чест.
Преподавателската дейност на Клийни в Уискънсин дава в резултат три труда по математическа логика: два самостоятелни (1952, 1967), които често се цитират и продължават да се преиздават, и един в съавторство с Ричард Юджийн Весли (1965). През 1952 година, Клийни дава алтернативни доказателства на теоремата на Гьодел за непълнотата, което я прави по-лесна за преподаване и разбиране и повишава популярността ѝ. Учебникът му съвместно с Весли е класическото въведение за американските университети към интуиционистката логика и математика.
През 1956-1958 година Клийни заема поста председател на Асоциацията за символна логика, а през 1961 година – на Международния съюз за история и философия на науката. От 1989 година е Чуждестранен член на Българската академия на науките. През 1990 година е награден с Националния медал за наука.
Стивън Клийни и жена му Нанси Елиът имат четири деца. Клийни е страстен катерач и има жив интерес към природата и околната среда, като подкрепя много каузи за защитата им.